# Między nami, misiaczkami
Między nami, misiaczkami (ang. We Baby Bears, od 2022) – amerykański serial animowany wyprodukowany przez wytwórnię Cartoon Network Studios, spin-off serialu Między nami, misiami stworzonego przez Daniela Chonga.
Premiera serialu odbyła się w Stanach Zjednoczonych 1 stycznia 2022 na amerykańskim Cartoon Network. W Polsce serial zadebiutował 18 kwietnia 2022 na antenie Cartoon Network.
Dnia 31 stycznia 2022 stacja Cartoon Network ogłosiła, że powstanie drugi sezon serialu. Premiera drugiego sezonu w USA odbyła się 17 czerwca 2023.

## Fabuła
Serial opowiada o perypetiach trzech małych braci niedźwiadków – Grizza, Pandy oraz Lodomira, którzy postanawiają odnaleźć nowy dom za pomocą magicznego pudełka.

## Produkcja
Serial został po raz pierwszy potwierdzony 30 maja 2019. Jego premiera miała odbyć się na antenie amerykańskiego Cartoon Network wiosną 2021, ale zostało
przeniesione na styczeń 2022. Pierwsze dziesięć odcinków serialu miała miejsce 1 stycznia 2022 podczas noworocznego maratonu. Serial został wyrenderowany w stylu anime i skupia się na perypetiach niedźwiadków w poszukiwaniu przeróżnych przygód za pomocą magicznego pudelka. Manny Hernandez, który wcześniej był reżyserem nadzorującym przy oryginalnym serialu został producentem wykonawczym, natomiast Daniel Chong kierownikiem produkcji.

## Obsada
- Connor Andrade – Grizz[7]
- Amari McCoy – Panda[7]
- Max Mitchell – Lodomir[7]
- Demetri Martin – narrator

## Spis odcinków

### Seria 1 (2021)
| Nr | Tytuł                      | Tytuł polski | Premiera         | Premiera w Polsce |
| -- | -------------------------- | ------------ | ---------------- | ----------------- |
| 1  | Magical Box                | ---          | 1 stycznia 2022  | nieemitowany      |
| 2  | Bears and the Beanstalk    | ---          | 1 stycznia 2022  | nieemitowany      |
| 3  | BooDunnit                  | ---          | 1 stycznia 2022  | nieemitowany      |
| 4  | The Little Mer-Bear        | ---          | 1 stycznia 2022  | nieemitowany      |
| 5  | Modernish Stone Age Family | ---          | 1 stycznia 2022  | nieemitowany      |
| 6  | Excalibear                 | ---          | 1 stycznia 2022  | nieemitowany      |
| 7  | Meathouse                  | ---          | 1 stycznia 2022  | nieemitowany      |
| 8  | Pirate Parrot Polly        | ---          | 1 stycznia 2022  | nieemitowany      |
| 9  | Baby Bear Genius           | ---          | 1 stycznia 2022  | nieemitowany      |
| 10 | Bug City Sleuths           | ---          | 1 stycznia 2022  | nieemitowany      |
| 11 | Hashtag #1 Fan             | ---          | 3 stycznia 2022  | nieemitowany      |
| 12 | Snowplace Like Home        | ---          | 3 stycznia 2022  | nieemitowany      |
| 13 | Fiesta Day                 | ---          | 10 stycznia 2022 | nieemitowany      |
| 14 | Baba Yaga House            | ---          | 10 stycznia 2022 | nieemitowany      |
| 15 | Bears in the Dark          | ---          | 17 stycznia 2022 | nieemitowany      |
| 16 | Big Trouble Little Babies  | ---          | 17 stycznia 2022 | nieemitowany      |
| 17 | Triple T Tigers            | ---          | 24 stycznia 2022 | nieemitowany      |
| 18 | Panda’s Family             | ---          | 24 stycznia 2022 | nieemitowany      |
| 19 | A Tale of Two Ice Bears    | ---          | 31 stycznia 2022 | nieemitowany      |
| 20 | Unica                      | ---          | 31 stycznia 2022 | nieemitowany      |